# Baszta (Wyspa Króla Jerzego)
Baszta - szczyt na Wyspie Króla Jerzego, między Martwym Lodowcem i szczytem Bastion a przylądkiem Błękitna Dajka i szczytem Głowa Cukru. Leży na terenie Szczególnie Chronionego Obszaru Antarktyki "Zachodni brzeg Zatoki Admiralicji" (ASPA 128). Nazwę nadała polska ekspedycja naukowa. 